# Гызыларбат
Гызыларбат (в 1999—2022 годы — Сердар, до 1991 года — Кизи́л-Арва́т) — город в Балканском велаяте Туркменистана.

## История
Со времени своего основания в начале XX века при строительстве Закаспийской железной дороги город назывался Кизил-Арват. До 1988 года входил в состав Красноводской области и был центром Кизыл-Арватского района.
После обретения Туркменистаном независимости в 1991 году официальная форма написания изменилась на Гызыларбат. 29 декабря 1999 года город получил название Сердар, в честь Сапармурата Ниязова (где «сердар» означает «глава; руководитель»). Присвоение нового названия объяснялось тем, что Сапармурат, став сиротой в результате ашхабадского землетрясения 1948 года, был определён в Кизыл-Арватский детский дом, где прожил несколько лет.
В 2022 году городу вернули название Гызыларбат.

## География
Город расположен у подножия Копетдага, в 175 км к юго-востоку от административного центра велаята Балканабада, в 219 км к северо-западу от Ашхабада.
На аэродроме Кизыл-Арвата в советское время базировался 217-й авиационный полк истребителей-бомбардировщиков 34-й АДИБ.

## Население
Численность населения Гызыларвата — 135 000 человек (2013 год).
| Год       | 1970   | 1991   | 2009    | 2022   |
| Население | 72 000 | 94 700 | 119 600 | 48 552 |

## Экономика
В городе расположены вагоноремонтный, хлопкоочистительный и йодный («Берекет») заводы, ковровая фабрика и текстильный комплекс.